# 地理空間学会
地理空間学会（ちりくうかんがっかい、英語: Japan Association on Geographical Space、JAGS）は、地理学と地理教育に関する日本の学会。事務局を筑波大学大学院生命環境科学研究科地球環境科学専攻に設置する。
「地理空間」とは、1970年代のフランスで地理学の中核的な概念となった用語であり、多様で広範な地理学的研究を包含し、同時に名称に先進性があることから、学会名および会誌名に採用された。

## 会員
地理空間学会会則第4条1項の規定により、一般会員・大学院生会員・学生会員の3種類の会員制度が設けられている。いずれの会員も、会誌配布とすべての事業参加が可能。
| 年   | 会員数 |
| ---- | ------ |
| 2008 | 227    |
| 2010 | 237    |
| 2012 | 276    |

## 運営組織

### 役員
地理空間学会会則第6条1項の規定により、以下の役員が置かれている。
- 会長：1名。
- 会計監査：2名。
- 常任委員：5名前後。
- 評議員：30名前後。

2012 - 2013年度役員
- 会長：内山幸久
- 会計監査：手塚章、矢ケ﨑典隆
- 常任委員：山下清海、呉羽正昭、森本健弘、兼子純、松井圭介
- 評議員：33名

#### 歴代会長
| 代   | 会長     | 在任期間  | 就任時の所属 |
| ---- | -------- | --------- | ------------ |
| 初代 | 菅野峰明 | 2008-2010 | 埼玉大学     |
| 2代  | 白坂蕃   | 2010-2012 | 帝京大学     |
| 3代  | 内山幸久 | 2012-現在 | 立正大学     |

### 委員会
庶務委員会、会計委員会、集会委員会、編集委員会と、各委員会の委員長および常任委員長で構成される常任委員会がある。学会事務局は常任委員長に直属する。

## 学術大会
大会は年1回、春季に開催される。例年、開催月は6月である。会場は2008年・2009年・2011年は筑波大学筑波キャンパス、2010年は神奈川大学、2012年は筑波大学文京校舎であった。第1回大会は口頭発表のみであったが、第2回大会以降ポスター発表が導入された。
大会1日目が発表および懇親会、2日目が会場周辺の巡検となっている。

## 機関誌「地理空間」
『地理空間』（ちりくうかん）は、地理空間学会の機関誌。英文誌名は会則第3条2項ではJournal of Geographical Spaceとなっているが、雑誌の表紙にはGEOGRAPHICAL SPACEと表記されている。2008年（平成20年）創刊で、年2回刊行する。投稿可能なページ数に制限はない。
投稿原稿は、論説・調査報告・展望・研究ノート・フォーラム・資料・書評の7種類である。2012年までに刊行された『地理空間』掲載論文は、論説12本、調査報告6本、展望3本、研究ノート6本、フォーラム3本、資料2本、書評26本と創刊記念論文3本である。掲載論文はほとんどが日本語であるが、英語論文も2巻の1号と2号にそれぞれ1本ずつ掲載されている。
創刊当初の投稿料は1ページ3,000円であったが、すぐに12ページまで無料で13ページ目以降は1ページ10,000円に改定された。さらに2010年から、13ページ目から16ページ目まで1ページ10,000円、17ページ目以降は1ページ5,000円に変更となった。
『地理空間』掲載論文の全文はオンラインで公開されていなかったが、『地理空間』掲載から半年経過した場合、インターネット上で公開されることが2013年の第6回地理空間学会総会で提案・承認された。

## 歴史
筑波大学およびその前身である東京教育大学・東京文理科大学・東京高等師範学校（東京高師）に事務局を置く地理学会は、1924年（大正13年）創立の「東京高師地理学会」があった。東京高師地理学会は1930年（昭和5年）に「大塚地理学会」へ改称、地誌学派を形成した田中啓爾が1947年（昭和22年）まで会長として学会を率いた。発足当初は東京高師の同窓会的な組織であったが、『東京高師地理学会会報』6冊、『大塚地理学会会報』7冊、『大塚地理学会論文集』6冊と季刊誌『地理』を戦前に刊行し、田中の門弟に論文発表の場を提供した。その後、『大塚地理学会論文集 ： 田中啓爾先生記念』を1950年（昭和25年）に刊行して以降、出版活動は停止、学会も消滅した。
本学会は前述の大塚地理学会と連続性は有しないが、設立総会において「地理空間学会の設立がここ大塚の茗渓会館で開催されたことは，本学会が茗渓の伝統を受け継いで発展していこうという意気込みを表したもの」と、伝統を引き継ぐ学会であるとの認識が明示された。
2008年（平成20年）3月28日に81名が出席した学会設立総会にて会則と役員を決定し、正式に「地理空間学会」が発足した。同年、第1回例会を5月10日に、6月21日と22日に第1回大会を開催した。
2013年（平成25年）9月、日本学術会議協力学術研究団体に指定された。